# The Balloonatic
The Balloonatic és un curtmetratge de comèdia estatunidenc del 1923 codirigit i protagonitzat per Buster Keaton. Va ser un dels últims curtmetratges de Keaton.

## Trama
Un jove anomenat Keaton té una sèrie de trobades en una àrea d'oci, com Coney Island. Mentre explora la zona, troba un home que intenta organitzar un viatge en globus aerostàtic. Es dirigeix cap a l'home, que li pregunta si pot ajudar a muntar el globus aerostàtic. Un cop fets, l'home amablement premia a Keaton amb un petit tros de caramel. Keaton es menja immediatament el toffee i comença a inflar-se. El seu cos es converteix en la part del globus aerostàtic i es manté així.

## Reparatiment
- Buster Keaton com a El jove
- Phyllis Haver com a La jove
- Babe London com Noia grossa a La casa dels problemes (sense acreditar)